# Nico Abad
Nicolás Abad (Madrid, España, 27 de marzo de 1970), más conocido como Nico Abad, es un conocido presentador de televisión, periodista deportivo y editor español.

## Trayectoria
Es licenciado en Ciencias de la Información en Periodismo por la Facultad de Ciencias de la Información (Universidad Complutense de Madrid).
Inicia su carrera profesional en 1990, mientras que estudia segundo de carrera, en la redacción de deportes de Canal+. Durante diez años ocupa las responsabilidades de redactor, reportero y editor –durante dos años– de El día después, programa que fue galardonado con un Premio Ondas en 1992. A la par, en 1999 trabaja en El partido del siglo de Elías Querejeta, programa documental en el que es entrevistador en los capítulos dedicados a los exfutbolistas Paco Gento y Ferenc Puskás
Después de su largo paso por Canal+, fue codirector de La Liga Disney Channel hasta 2004, cuando regresa a Canal+ para presentar en Lo + Plus, las secciones de deportes y actualidad. Al mismo tiempo, empezó un nuevo proyecto junto a la periodista española Raquel Sánchez Silva llamado La hora wiki, un magacín juvenil En noviembre de 2005 presenta en Cuatro Soy el que más sabe de televisión del mundo, aunque fue cancelado por sus bajos índices de audiencia
En 2006, durante la Copa Mundial de Fútbol realizada en Alemania, presentó el programa Maracaná Alemania 06 junto a la periodista Àngels Barceló y presenta la previa en un programa llamado Zona Cuatro de un partido de la Selección de fútbol de España. El equipo de Prisa encargado de la cobertura de la Copa Mundial de Fútbol fue galardonado con un Premio Ondas Después del Mundial, presenta Family Rock entre los meses de junio y agosto. Ya en septiembre y hasta noviembre presenta la segunda temporada de Soy el que más sabe de televisión del mundo, pero solo los sábados. En las Navidades de ese año presentó la gala de Navidad de Disney
Ya en 2007 presentó el concurso Gran Slam y entre el 14 de abril de ese año y hasta primavera de 2013 –con una breve interrupción entre los meses de enero a diciembre de 2010 para presentar Deportes Cuatro 2 con Raúl Ruiz (de enero a septiembre) y Juanma Castaño (de septiembre a diciembre)– es presentador de Deportes Cuatro Fin de semana junto a Juanma Castaño.
En 2008 presentó junto a Àngels Barceló el programa Zona Cuatro, haciendo la previa a los partidos de la Eurocopa 2008 realizada en Austria y Suiza.
En 2010, compaginándolo con la información deportiva, presentó Football Cracks en Cuatro.
Desde septiembre a diciembre de 2011 compaginó sus labores en Deportes Cuatro con sus colaboraciones en la sección deportiva del magacín Las mañanas de Cuatro presentado por Marta Fernández.
En marzo de 2013 se incorpora al equipo de Mediaset Sport encargado de retransmitir las carreras del Campeonato Mundial de Motociclismo junto a Melissa Jiménez, Dennis Noyes, Ángel Nieto y Mela Chércoles, equipo en el que permaneció cuatro temporadas, hasta noviembre de 2016. Cabe reseñar, no obstante, que su forma de retransmitir las carreras fue objeto de fuertes críticas por parte de la afición, llegando incluso a realizarse peticiones en Internet para que fuera apartado de las emisiones debido a sus gritos, su excesivo ímpetu y sus continuas equivocaciones durante las retransmisiones.
El 1 de septiembre de 2014 regresa a Deportes Cuatro Noche en sustitución de Jesús Gallego, pero el 19 de septiembre de 2016 salta a Deportes Cuatro 1 con Manu Carreño en sustitución de Manolo Lama, aunque el 24 de septiembre de 2017 regresa a Deportes Cuatro Noche hasta el 8 de junio de 2020.
El 9 de junio de 2020 fue despedido de Mediaset, tras ser acusado por la misma de no cumplir con los términos de exclusividad de su contrato. Tras varios litigios judiciales la cadena tuvo que indemnizarle con 280.000 euros por despido improcedente.
En otoño de 2022 fue concursante de MasterChef Celebrity 7 en La 1.
Actualmente es creador de contenido en su canales de Twitch (2021-2024) y YouTube (2023-).

## Trayectoria en televisión
- Deportes en Canal+. Como redactor y reportero (1990-2000).
- El partido del siglo en Canal+. Como colaborador (1999).
- Lo + Plus en Canal+. Como reportero y colaborador en la sección de deportes (2003-2004).
- La hora wiki en Canal+. Como copresentador (2004-2005).
- Soy el que más sabe de televisión del mundo en Cuatro. Como presentador (2005-2006).
- Maracaná Alemania 06 en Cuatro. Como copresentador (2006).
- Zona Cuatro 2006. Copresentador del previo de los partidos de la Selección en el Mundial 2006 en  Cuatro.
- Family Rock, concurso familiar en  Cuatro. Como presentador (2006).
- Gala de Navidad de Disney en  Cuatro. Como presentador (2006).
- Gran Slam, concurso en Cuatro. Como presentador (2007).
- Deportes Cuatro en Cuatro. Como copresentador (2007-2013; 2014-2020).
- Zona Cuatro 2008. Copresentador del previo a los partidos de la Selección en la Eurocopa 2008.
- Football Cracks en Cuatro. Como copresentador (2010).
- Zona Cuatro 2010. Copresentador del previo de los partidos emitidos por Cuatro del Mundial 2010.
- Las mañanas de Cuatro. Colaborador de la sección de deportes (2011).
- Campeonato Mundial de Motociclismo en Telecinco. Como  presentador y narrador (2013-2016).
- El Mundial se juega en Mediaset en Be Mad. Como presentador del programa, con los resúmenes, tertulia y entrevistas de lo más importante en lo referido a la Copa Mundial de Fútbol de 2018.
- MasterChef Celebrity en La 1. Como concursante (2022).
- ¡Qué comemos! en Telemadrid. Como presentador (2024).

## Premios y nominaciones
- 2014: Antena de Oro a la Mejor retransmisión deportiva por el Campeonato Mundial de Motociclismo de Mediaset Sport.[22]
- 2011: TP de Oro al Mejor programa de deportes por Deportes Cuatro.[23]
- 2010: TP de Oro en la categoría de Deportes por la cobertura de Cuatro de la Copa Mundial de Fútbol de 2010.[24]
- 2009: TP de Oro en la categoría de Deportes a Deportes Cuatro.[25]
- 2006: Premio Ondas Nacional de Televisión al Mejor programa o mejor tratamiento de un acontecimiento para Cuatro, por la cobertura de la Copa Mundial de Fútbol de 2006.[26]
- 1992: Premio Ondas Nacional de Televisión a El día después.[27]